# Les Sessions Lost Souls
Les Sessions Lost Souls – drugi album koncertowy brytyjskiego wokalisty Jamesa Blunta. Zawiera on nagrania z koncertów w Belgii, Australii oraz Wielkiej Brytanii, podczas których Blunt promował swój drugi album studyjny, zatytułowany All the Lost Souls. Album wydany został 25 listopada 2008 roku przez wytwórnię Atlantic Records wraz z DVD. Producentem albumu jest Alison Howe. DVD wraz z czterema utworami zostało dołączone do edycji rozszerzonej w Wielkiej Brytanii. Album dotarł do 39. miejsca na liście przebojów we Francji.

## Lista utworów
Sporządzono na podstawie materiału źródłowego.
Dysk 1 - CD
1. 1973 (Live In Werchter Boutique Festival) - 5:43
2. Same Mistake (Live In Werchter Boutique Festival) - 5:13
3. I'll Take Everything (Live In Werchter Boutique Festival) - 4:11
4. Carry You Home (Live In Werchter Boutique Festival) - 4:20
5. Give Me Some Love (Live In Werchter Boutique Festival) - 3:37
6. I Really Want You (Max Sessions Live) - 3:30
7. Cuz I Love You (Live In Glastonbury) - 5:34
8. Young Folks (Jo Whiley Live Lounge) - 3:51
9. Breakfast In America (Hammersmith Apollo) - 4:37
10. Primavera In Anticipo (duet with Laura Pausini) - 3:30
11. Je Réalise (Sinik Feat. James Blunt) - 3:42
12. Love, Love, Love - 3:46

Dysk 2 - DVD
1. "Same Mistake" (Live at Abbey Road)
2. "I'll Take Everything" (Live at Abbey Road)
3. "1973" (Live at Abbey Road)
4. "You're Beautiful" (Live in Paris)
5. "Goodbye My Lover" (Live in Paris)
6. "Carry You Home" (Live on the Max Sessions, Sydney)
7. "Wisemen" (Live in Ibiza)
8. "One of the Brightest Stars" (Live in Ibiza)
9. "1973" (teledysk)
10. "Same Mistake" (teledysk)
11. "Carry You Home" (Video)
12. "I Really Want You" (teledysk)
13. "Je Realise" (teledysk)
14. "Return To Kosovo" - dokument
15. "James Blunt TV5M Special" - wywiad dla TV5M
16. "1973" (Making of The Video)
17. "Same Mistake" (Making of The Video)
18. "Carry You Home" (Making of The Video)
19. "I Really Want You" (Making of The Video)

## Pozycje na listach przebojów
| Kraj    | Lista (2006)   | Najwyższa pozycja |
| ------- | -------------- | ----------------- |
| Francja | Top 200 Albums | 39                |